# Ítalo Pereira
Ítalo Pereira (Porto Nacional, 12 de setembro de 1995) é um nadador paralímpico brasileiro. Conquistou a medalha de bronze nos Jogos Paralímpicos de Verão de 2016 no Rio de Janeiro, representando seu país na categoria 100 m costas masculino.